# Сабурово (Воскресенский район)
Сабу́рово — село в Воскресенском муниципальном районе Московской области. Входит в состав сельского поселения Фединское. Население — 123 чел. (2010).

## География
Село Сабурово расположено в юго-западной части Воскресенского района, примыкает с запада к городу Воскресенску. Высота над уровнем моря 115 м. Село находится на реке Москве. В селе 1 улица — Новая. Ближайший населённый пункт — город Воскресенск.

## Название
Название по имени владельца села в XV веке — боярина Семёна Фёдоровича Пешека Сабура.

## История

Фундамент деревянной Церкви Димитрия Солунского

В 1926 году село являлось центром Сабуровского сельсовета Мячковской волости Коломенского уезда Московской губернии, имелась школа 1-й ступени.
С 1929 года — населённый пункт в составе Воскресенского района Коломенского округа Московской области, с 1930-го, в связи с упразднением округа, — в составе Воскресенского района Московской области.
В 1939 году Сабурово входит в Ачкасовский сельсовет. В 1954 году вошло в Ратчинский сельсовет.
До муниципальной реформы 2006 года Сабурово входило в состав Ратчинского сельского округа Воскресенского района.

## Население
В 1926 году в селе проживало 363 человека (147 мужчин, 216 женщин), насчитывалось 74 хозяйства, из которых 73 было крестьянских. По переписи 2002 года — 100 человек (52 мужчины, 48 женщин).
| 1926 | 2002 | 2010 |
| ---- | ---- | ---- |
| 363  | ↘100 | ↗123 |